# Лютьєнзе
Лютьєнзе (нім. Lütjensee) — громада в Німеччині, розташована в землі Шлезвіг-Гольштейн. Входить до складу району Штормарн. Складова частина об'єднання громад Тріттау.
Площа — 14,05 км2. Населення становить 3382 ос. (станом на 31 грудня 2020).